# Temple de Yameshwar
Le temple de Yameshwar (ou Jameshwar) est un temple hindouiste situé dans la ville de Bhubaneswar dans l'état de l'Odisha en Inde. Il est dédié à Shiva devant lequel Yama, le dieu de la Mort est en prière.
Il a été construit vers le XIIIe – XIVe siècle par la dynastie des Ganga orientaux .
Le Vimana est de style Rekha Deula (en pain de sucre), tandis que le Jaga mohan est de style Pidha Deula (pyramidal) avec un mandapa séparé . Certaines parties du temple ont été endommagées par des calamités naturelles, car il est construit en grès. L'enceinte extérieure (prakara) est construite en latérite. Le cœur du sanctuaire (Garbha griha) héberge un Lingam sur un yonipitha .

## Galerie

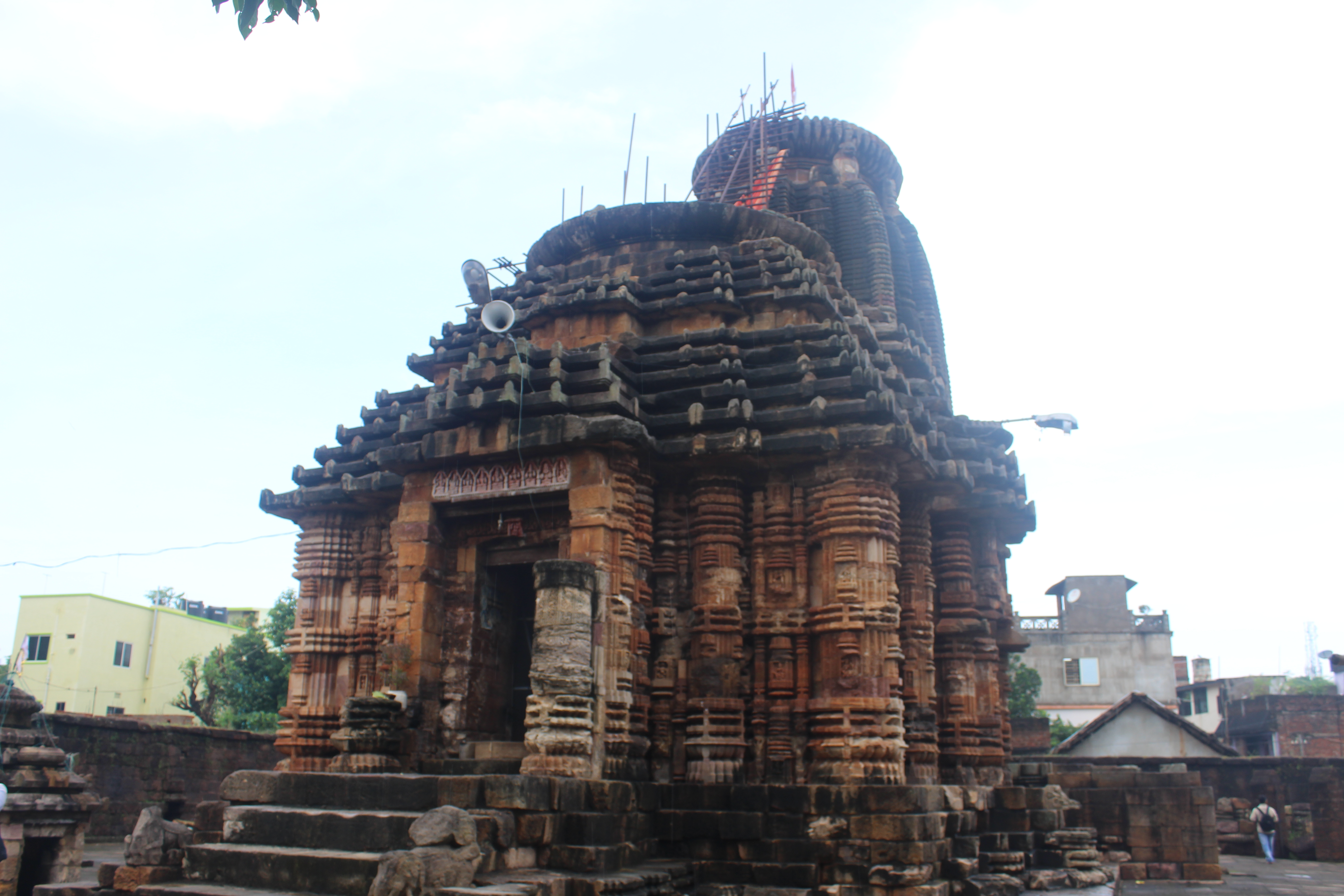
Yameswar Temple
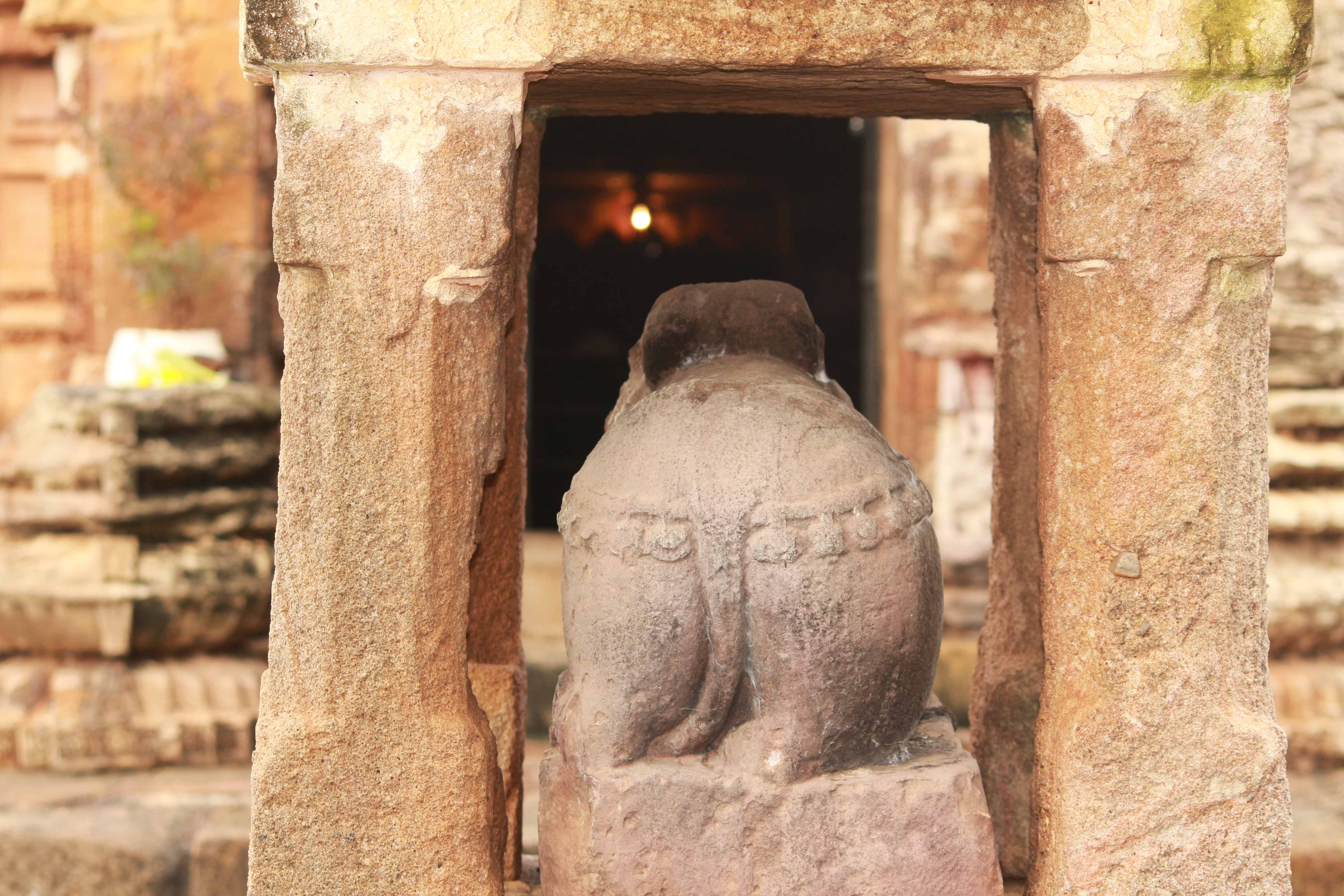
Nandi
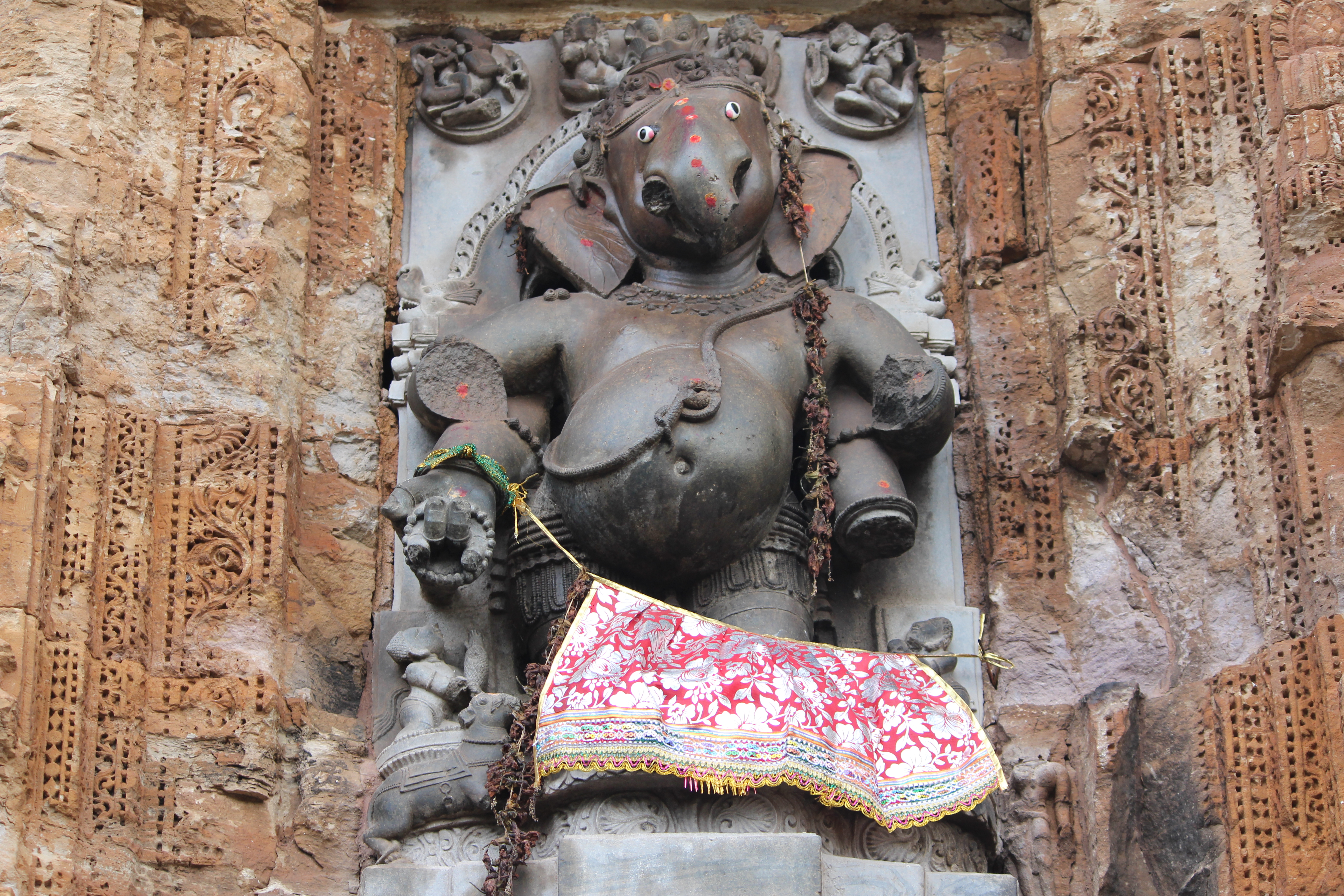
Ganesha idole
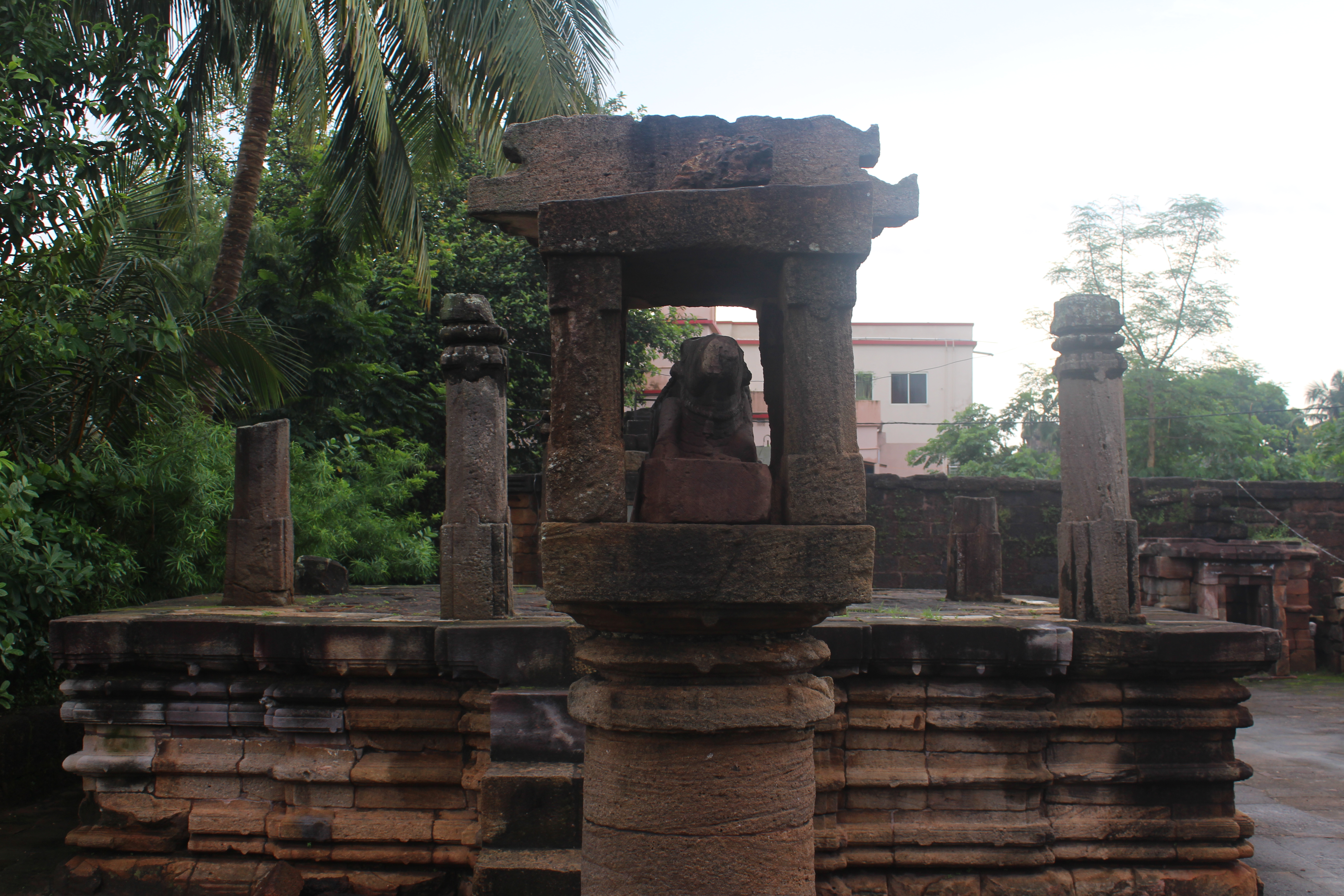
Nrutya Mandap
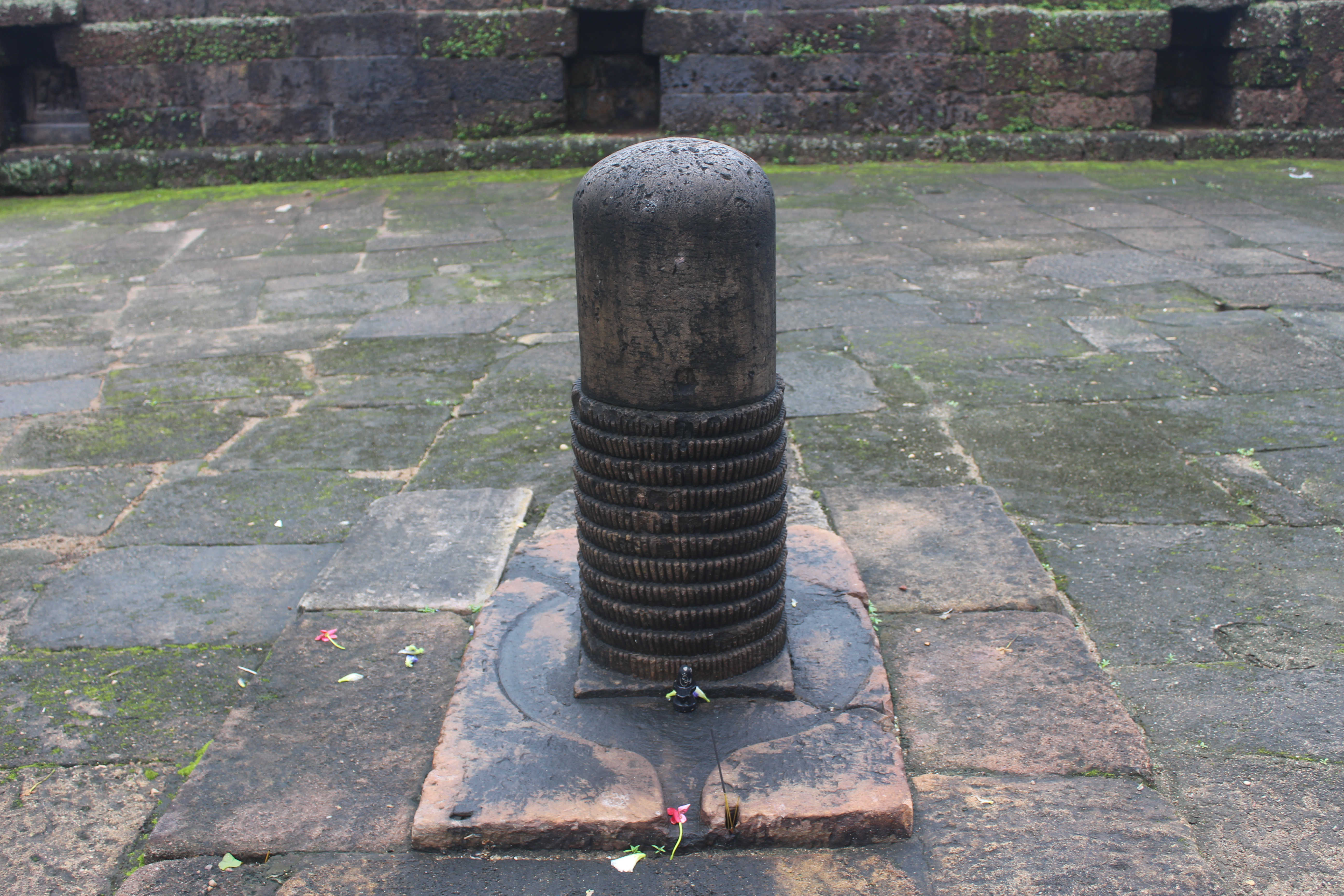
Linga